# Тодорово (област Плевен)
Вижте пояснителната страница за други значения на Тодорово.
За селото в Искърския пролом, вижте Очиндол
То̀дорово е село в Северна България. То се намира в община Плевен, област Плевен. До 1950 г. името на селото е Учин дол.

## География
Село Тодорово се намира на 10 км южно от общинския и областен център Плевен, на 14 км от Буковлък, на 30 км от областния град Ловеч, на 20 км от Долна Митрополия, на 24 км от Горна Митрополия, на 28 км от Пордим и на 153 км от столицата София. Съседни на селото са с. Брестовец (1,9 км), с. Горталово (4 км), с. Къшин (6 км), с. Къртожабене (20 км) и с. Бохот (10 км).

## История
Село Тодорово се намира на 10 км южно от Плевен и е застроено на Южноплевенските височини, с надморска височина 262 м. По-високата надморска височина в сравнение с Плевен го прави малко по-приятно място за живеене особено през летните месеци, когато температурата надминава 35 градуса.
Районът на селото е богат на археологически находки, които не са добре проучени. Това, което е известно показва, че тези места са били населявани още от най-дълбока древност и днес тук се откриват останки от праисторията, античността и средновековието.
Най-богат на ценни археологически находки е каньонът на река Чернялка в близост до селото. През 1928 – 1929 г. Българският археологически институт прави частични проучвания, които остават единствени и до наши дни.
Тук са открити едни от най-ранните средновековни графични рисунки на хора и животни, датирани от изследователите към VIII, началото на IX век. По-късно те са били унищожени от иманяри. Според някои изследователи на това място е имало праисторическо селище, просъществувало през епохата на неолита и бронза, и откритите рисунки се свързани с живота и вярванията на тогавашните хора.
Открити са останки и от друго праисторическо селище, както и такова от античността.
На платото на скалния масив, на левия бряг на реката, била изградена антична крепост, наричана по-късно „Калето“. Вероятно това е била крепост-охранителна кула на преминаващия наблизо римски път, чиито следи личат и днес. Тук вероятно за водоснабдяване на крепостта е издълбан в скалите кладенец дълбок 15 м, с ширина при отвора 3 м и на дъното над водата на реката – 1,3 м. Предназначението и произходът на този феномен, наричан от хората „Провъртеника“, е спорно и до днес. Дори и днес е трудно да си представим как и за колко време, при ония условия в древността, е могло да се изгради това уникално съоръжение.
Не се откриват документални източници, които да показват кога е създадено селото. Според писмени сведения оставени от Георги Дачев, роден през 1895 г., дългогодишен писар, общински служител и кооперативен деятел, създатели на селото са 17 семейства дошли от района на Трявна. Той подробно е описал родоначалниците на тези семейства, но не е посочил причината за напускане на родните места. По сведения на Историческия музей в Трявна поводи за тръгване на такъв дълъг и рискован път вероятно са кърджалийските нападения през 1787, 1797 и 1798 г., когато е бил нападнат и разорен този край.
Един косвен анализ, базиран и на предполагаемата възраст на първите заселници, според сведенията на Георги Дачев, показва, че със сигурност може да се приеме 1799 – 1800 г. за рождена година на селото.
Съществена причина за избиране на мястото за заселване очевидно е била изобилната и добра вода за пиене. Това бил изворът в горния, източен край на дълбоко дере. По-късно този извор бил каптиран и построена чешма, която и до днес съществува.
Според преданието името на селото е свързано с този извор. От „ученото“, „наученото“ – намереното кладенче в дола дошло и името Учин дол.
вероятно името да е заимствано и от съществуващото по-рано по тези места село, което се наричало Вучин дол (Вълчи дол – старобългарски). Това научаваме от последните преводи на стари османо-турски данъчни регистри, според които по тези места през 1455 г. е имало село с подобно име.
Целият район е бил обрасъл с гъста брястова гора, настрани от централни пътища, което през онези години е била важна предпоставка за избирането му за заселване.
По-точни сведения за демографското развитие на селото има след Освобождението 1878 г. Първият по-точен писмен източник, в който се споменава село Учин дол е от 1860 г. – списък на селищата във Врачанка епархия, където е посочено, че селото има 50 домакинства. Посочено е, че селото няма църква, и че тук живеят само българи.
В годините след Освобождението населението на селото бързо нараства и към 1891 г. те са вече над 500. Най-много жители селото е имало през 1951 г., когато тук живеят 282 домакинства и над 1400 души. Силната миграция след 1960 г. постепенно обезлюдява селото и днес тук постоянно живеят около 350 души.
За живота в селото през времето на османското владичество сведенията са твърде оскъдни Знае се, че селото е принадлежало към Плевенския вакъф, на когото е плащало данъците, основен от които е бил „десятакът“ – юшура. Хората от селото се занимават основно със земеделие и животновъдство. Занаяти тук не са развити. В селото не е имало училище, почти всички са били неграмотни. Малцина са били тези, които пращали децата си, най-вече момчета, на училище в съседното село Брестовец.
Много са документираните факти, които свидетелстват за безправното и унизително положение на българското население през годините на турското владичество. До нас са достигнали спомени и предания на стари хора, лично преживяни или преразказани от техни потомци, за живота в селото през годините на владичеството.
Живи се преданията за Симеон Първанов, когото наричали Бекяра, който безстрашно се опълчвал на турците, защитавайки хората и наказвайки тези, които посягали на честа и достойнството на българите. Не са останали документални сведения, но според спомените на стари хора Бекяра и Ангел Цветанов (прадядо на днешните Вилаковци) са били свързани с някои дейци на освободителното движение в района и са изпълнявали задачи в това отношение, като превеждане на хора по канала от Белене до Рибарица.
Непокорни и страховити за турците били също Димитър Пълов (прадядо на днешните Пъчовци), Симеон Попов, наричан Гореца и др.
По време на Освободителната война и обсадата на Плевен през 1877 г. селото не попада в района на водените действия, но тук се извършва дислокация на руски военни части, организирана е база за резервни войскови части през втория и третия щурма на Плевен и около селото са изградени резервни бойни укрепления за оръдия и пехота. Уплашени от бойните действия голяма част от жителите напускат селото и се укриват в съседните села – Пелишат и Карагуй (Горталово).
На 27 октомври 1877 г. щабът на ген. Скобелев се настанява в Учин дол в къщата на Стоян Атанасов, която се намирала в центъра на селото, на местото на днешния читалищен салон. На 6 ноември тук пристига главнокомандващия руската армия, негово императорско височество Николай Николаевич, който връчва награди на проявили се офицери и войници.
Според спомените на стари хора мнозина от останалите тук селски жители помагали на руските освободители, кой с каквото може. Хито Найденов изпълнявал редица задачи по доставка на животни и фураж за войската. С волска кола той обикалял съседните села и изкупувал нужното, за което руснаците му заплащали.
Годините след Освободителната война са трудни, но постепенно селото се съвзема, хората се замогват и започват да мислят и за своите духовни потребности. През 1881 г. тук е открито първото селско училище, като за учебни стаи са ползвани помещенията на общината. Първата училищна сграда е построена през 1883 г., която била от дървена конструкция със стени от плет, измазани с глина и кал. Имала две учебни стаи и стаичка за учителя. Тази паянтова сграда просъществува до 1923 г. когато е изградена с помощна на цялото селско население масивна училищна сграда с четири учебни стаи и канцелария.
С нарастване грамотността на хората нараства и тяхната политическа активност. В началото на 1900 г. в селото е създадена земеделската дружба, която за дълго години остава основна политическа сила тук. През 1919 г. е създадена и първата група на социалистите. В селото има последователи и на други политически партии и течения, но те остават малобройни и временни.
По инициатива на прогресивни учители и по-будни селски жители на 28 декември 1927 г. се организира първата проява на новоучреденото селско читалище, което нарекли „Бъдеще“. Тук през следващите години ще се развие бурна обществено-културна дейност, което помага на мнозина от селските младежи да повишат своята култура и знания.
На 27 ноември 1925 г. 27 жители на селото стават учредители на първата потребителна кооперация, която изиграва съществена роля през следващите години за стопанското укрепване и подпомагане на икономиката на селото и подобряване живота на хората. През 1948 г. членовете на кооперацията са вече 205, при 282 домакинства в селото.
През 1934 г. е положен основния камък на храма, наречен „Св. Георги“, а неговото освещаване се извършва при тържествена обстановка на 8 септември 1935 г. в присъствието на Врачанския митрополит Паисий. Строителството му се извършва с помощта на цялото население.
През годините на антифашистката съпротива селото дава своя достоен принос.
Дачко Цанев, едва осемнадесетгодишен, става партизанин, двамата му братя Атанас и Георги са в затвора, баща му Тодор Цанев и съседът му Никола Бетов, разкрити като ятаци на нелегалните, са разстреляни на 20 февруари 1942 г. без съд и присъда. С присъди за подпомагане на нелегалните и партизаните в затвора са изпратени още 6 жители на селото, двама са интернирани. Мнозина се тези, които помагат и сътрудничат на нелегалните.
Политическите промени, които настъпват след 1944 г. оказват съществено влияние върху развитието на селото през следващите години.
По предложение на селската общественост с указ на Президиума на НС от 22 декември 1950 г., в памет на Тодор Цанев, селото е преименувано на Тодорово. Признанието към Тодор Цанев е не само заради саможертвата му в съпротивата, а заради големия му авторитет като умен и предприемчив стопанин, пръв използвал в селото трактор при оран на нивите си. Той е сред активните членове на БЗНС.
Истински бум в развитието на селото настъпва след 1950 г. Той започва с коопериране на земята и със създаване на ТКЗС.
Макар че кооперирането не се приема еднозначно от всички селяни, даже то е посрещнато със съпротива и недоволство, само след две-три години всички започват да чувстват предимствата на кооперативното земеделие, изразяващо се най-вече в подобряване материалното положение на хората. Този процес има и своите отрицателни последици: отчуждаване на хората от земята и засилване на миграцията. С нарастване механизацията в селскостопанската дейност с годините силно намалява нуждата от работна ръка, което още повече засилва миграцията.
Към 1959 г. в кооперативното стопанство в Тодорово членуват всичките 282 домакинства. Постигнати са няколкократно повишаване на добивите от основните зърнени култури, силно се развива животновъдството, в кооператива се отглеждат 28 вида култури, в това число грозде и зеленчуци.
През 1960 г. се създават обединени стопанства, а през 1970 г. се създават Аграрно-промишлени комплекси, с цел концентрация на селскостопанското производство и прилагане на нови промишлени технологии.
Независимо от трудностите и допусканите слабости селото през тези години бележи своя непрекъснат икономически възход. Коренно е променен обликът на селото и стандартът на живот.
Отдавна е забравен недоимъкът и недохранването. В селските домове, почти всички новопостроени, има всичко, с което се характеризират цивилизованите общества: електричество, вода, баня, радио и телевизия, телефон и личен и обществен транспорт. Решени са такива важни въпроси като трудова заетост, жилищно осигуряване, достъпно образование и здравеопазване, отдих и пенсиониране, без липса на тревога за утрешния ден и сигурността на личната собственост и живота.
Всички улици в селото са асфалтирани, селото е благоустроено и хигиенизирано.
След настъпване на новата промяна в политическата система на страната след 1989 г. настъпват съществени изменения и в живота на селото. Кооперативът е ликвидиран и земята е върната на собствениците в реални граници, което постави пред мнозина трудната задача какво да правят с нея. Създадената частна земеделска кооперация просъществува само няколко години, не издържала на развихрилата се стопанска криза в страната. След 2002 г. цялата земя на селото е предадена чрез договори на частен арендатор, който я обработва и заплаща годишна аренда на собствениците.
Училището е закрито още през 1972 г., в селото раждат само ромските семейства, основната част от населението е на пенсионна възраст, безработицата е висока. Малкото създадени частни фирми на територията на селото не могат да осигурят пълна заетост и поминък на малкото останали тук млади хора.

## Културни и природни забележителности
На 5 км от селото се намира големият каньон на река Чернялка. Там е и хижа „Капчука“. Реката е заобиколена от огромни скали (около 40 м). Местността е набраздена с пътеки от римско време. Има също много беседки и поляни. От 2001 година тя е обявена за „Екопътека“.

## Редовни събития
Сборът на селото е на 7 май. През 1999 г. селището навърши 200 години. На всички важни празници в селото се отваря местната църква „Свети Георги“. Там всеки желаещ може да отиде и да се помоли за здраве на своите близки и роднини.